# Лёнва (нижний приток Камы)
Лёнва — река в России, протекает в Добрянском районе Пермского края. Река впадает в Камское водохранилище, устье реки находится в 776 км по левому берегу Камы. Длина реки составляет 12 км.
Исток реки в лесном массиве в 15 км к северу от города Добрянка. Генеральное направление течения — запад, всё течение проходит по ненаселённому лесному массиву. Приток — Шигаевка (левый). Впадает в Камское водохранилище северо-восточнее села Бор-Лёнва

## Данные водного реестра
По данным государственного водного реестра России, относится к Камскому бассейновому округу, водохозяйственный участок реки — Кама от города Березники до Камского гидроузла, без реки Косьва (от истока до Широковского гидроузла), Чусовая и Сылва, речной подбассейн реки — бассейны притоков Камы до впадения Белой. Речной бассейн реки — Кама.
По данным геоинформационной системы водохозяйственного районирования территории РФ, подготовленной Федеральным агентством водных ресурсов:
- Код водного объекта в государственном водном реестре — 10010100912111100009875
- Код по гидрологической изученности (ГИ) — 111100987
- Код бассейна — 10.01.01.009
- Номер тома по ГИ — 11
- Выпуск по ГИ — 1